# Futbol'nyj Klub Zenit Sankt-Peterburg 2018-2019
Questa voce raccoglie le informazioni riguardanti lo Zenit Sankt-Peterburg nelle competizioni ufficiali della stagione 2018-2019.

## Maglie e sponsor
Lo sponsor tecnico per la stagione 2018-2019 è Nike mentre lo sponsor ufficiale è Gazprom.
| Casa | Trasferta |

## Rosa
Rosa e numerazione aggiornate al 3 settembre 2018.
| N. |                       | Ruolo | Calciatore         |
| -- | --------------------- | ----- | ------------------ |
| 1  | Russia (bandiera)     | P     | Jurij Lodygin      |
| 2  | Russia (bandiera)     | D     | Aleksandr Anjukov  |
| 5  | Argentina (bandiera)  | C     | Leandro Paredes    |
| 7  | Russia (bandiera)     | A     | Dmitrij Poloz      |
| 8  | Argentina (bandiera)  | C     | Matías Kranevitter |
| 9  | Russia (bandiera)     | A     | Aleksandr Kokorin  |
| 10 | Italia (bandiera)     | C     | Claudio Marchisio  |
| 11 | Argentina (bandiera)  | A     | Sebastián Driussi  |
| 13 | Portogallo (bandiera) | D     | Luís Neto          |
| 14 | Russia (bandiera)     | C     | Daler Kuzjaev      |
| 15 | Russia (bandiera)     | D     | Ėl'mir Nabiullin   |
| 16 | Ecuador (bandiera)    | C     | Christian Noboa    |
| 17 | Russia (bandiera)     | C     | Oleg Šatov         |
| 18 | Russia (bandiera)     | C     | Jurij Žirkov       |
| 19 | Russia (bandiera)     | D     | Igor' Smol'nikov   |
| 21 | Russia (bandiera)     | C     | Aleksandr Erochin  |
| 22 | Russia (bandiera)     | A     | Artëm Dzjuba       |

| N. |                       | Ruolo | Calciatore         |
| -- | --------------------- | ----- | ------------------ |
| 23 | Slovenia (bandiera)   | D     | Miha Mevlja        |
| 24 | Slovacchia (bandiera) | A     | Róbert Mak         |
| 25 | Russia (bandiera)     | D     | Ivan Novosel'cev   |
| 26 | Russia (bandiera)     | D     | Evgenij Černov     |
| 27 | Russia (bandiera)     | C     | Magomed Ozdoev     |
| 28 | Russia (bandiera)     | D     | Ibragim Callagov   |
| 29 | Russia (bandiera)     | A     | Anton Zabolotnyj   |
| 30 | Argentina (bandiera)  | D     | Emanuel Mammana    |
| 32 | Russia (bandiera)     | C     | Artur Jusupov      |
| 33 | Brasile (bandiera)    | C     | Hernani            |
| 41 | Russia (bandiera)     | P     | Michail Keržakov   |
| 60 | Serbia (bandiera)     | D     | Branislav Ivanović |
| 71 | Russia (bandiera)     | P     | Egor Baburin       |
| 77 | Montenegro (bandiera) | A     | Luka Đorđević      |
| 80 | Russia (bandiera)     | D     | Il'ya Skrobotov    |
| 99 | Russia (bandiera)     | P     | Andrej Lunëv       |

## Calciomercato

### Sessione estiva
| Acquisti | Acquisti          | Acquisti | Acquisti       |
| R.       | Nome              | da       | Modalità       |
| -------- | ----------------- | -------- | -------------- |
| C        | Claudio Marchisio | Juventus | parametro zero |

| Cessioni | Cessioni              | Cessioni       | Cessioni      |
| R.       | Nome                  | a              | Modalità      |
| -------- | --------------------- | -------------- | ------------- |
| P        | Aleksandr Vasyutin    | Sarpsborg 08   | definitivo    |
| D        | Domenico Criscito     | Genoa          | svincolato    |
| D        | Danil Krugovoy        | Ufa            | svincolato    |
| C        | Aleksei Isayev        | Sumqayıt       | svincolato    |
| C        | Artur Rimovič Jusupov | Rostov         | svincolato    |
| C        | Vladislav Sirotov     | Zagłębie Lubin | definitivo    |
| C        | Viktor Fayzulin       | -              | fine carriera |
| C        | Aleksandr Ryazantsev  | Chimki         | svincolato    |

## Risultati

### Europa League

#### Fase di qualificazione
| Arbitro: | Anastasios Papapetrou |

|                                              |           |  |
| Nikolić 12’, 67’ Chvaščynski 32’ Galović 41’ | Marcatori |  |

| Arbitro: | Sébastien Delferière |

|                                                                                           |           |            |
| Paredes 22’ Noboa 66’ Dzjuba 75’, 78’, 115’ (rig.) Driussi 109’ Mak 120+2’ (rig.), 120+3’ | Marcatori | 99’ Yahaya |

| Arbitro: | Deniz Aytekin |

|                                      |           |            |
| Dzjuba 71’ Zabolotnyj 80’ Mevlja 90’ | Marcatori | 42’ Hestad |

| Arbitro: | Carlos del Cerro Grande |

|                       |           |             |
| Hestad 65’ Håland 77’ | Marcatori | 21’ Kuzjaev |

#### Fase a gironi
| Squadra               | P.ti | G | V | P | S | GF | GS | DG |
| --------------------- | ---- | - | - | - | - | -- | -- | -- |
| Zenit San Pietroburgo | 11   | 6 | 3 | 2 | 1 | 6  | 5  | +1 |
| Slavia Praga          | 10   | 6 | 3 | 1 | 2 | 4  | 3  | +1 |
| Bordeaux              | 7    | 6 | 2 | 1 | 3 | 6  | 6  | 0  |
| Copenaghen            | 5    | 6 | 1 | 2 | 3 | 3  | 5  | -2 |

| Arbitro: | Georgi Kabakov |

|              |           |         |
| Sōtīriou 63’ | Marcatori | 44’ Mak |

| Arbitro: | Hüseyin Göçek |

|             |           |  |
| Kokorin 80’ | Marcatori |  |

| Arbitro: | Felix Brych |

|                        |           |            |
| Dzjuba 41’ Kuzjaev 85’ | Marcatori | 26’ Briand |

| Arbitro: | Harald Lechner |

|                   |           |                |
| Kamano 35’ (rig.) | Marcatori | 72’ Zabolotnyj |

| Arbitro: | Slavko Vinčić |

|         |           |  |
| Mak 59’ | Marcatori |  |

| Arbitro: | Andrew Dallas |

|                      |           |  |
| Zmrhal 32’ Stoch 41’ | Marcatori |  |

#### Sedicesimi di finale
| Arbitro: | Ruddy Buquet |

|             |           |  |
| Slimani 21’ | Marcatori |  |

| Arbitro: | Michael Oliver |

|                           |           |           |
| Ozdoev 4’ Azmoun 37’, 76’ | Marcatori | 43’ Topal |

#### Ottavi di finale
| Arbitro: | Gianluca Rocchi |

|            |           |                                    |
| Azmoun 35’ | Marcatori | 33’ Iborra 64’ Moreno 71’ Morlanes |

| Arbitro: | Artur Soares Dias |

|                      |           |                |
| Moreno 29’ Bacca 47’ | Marcatori | 90+1’ Ivanović |